# Coelomera lanio
Coelomera lanio là một loài bọ cánh cứng trong họ Chrysomelidae. Loài này được Dalman miêu tả khoa học năm 1823.